# Ternana Calcio 2000-2001
Questa voce raccoglie le informazioni riguardanti la Ternana Calcio nelle competizioni ufficiali della stagione 2000-2001.

## Stagione
Nella stagione 2000-2001 la Ternana disputa il sedicesimo campionato di Serie B della sua storia. raccoglie 62 punti ottenendo il settimo posto in classifica. Le Fere allenate da Andrea Agostinelli sono la squadra rivelazione del torneo, a gennaio al termine del girone di andata sono terze con 33 punti, a due lunghezze dalla capolista Chievo Verona. Nel girone di ritorno la Ternana frena, raccoglie 29 punti, mentre si assiste alla rimonta di Torino e Venezia, che salgono in Serie A con Chievo e Piacenza. Il buon campionato dei rossoverdi è stato propiziato dalle 20 reti segnate dal piemontese Corrado Grabbi arrivato dal Ravenna, e dalle 10 reti di Massimo Borgobello rientrato a Terni dal prestito al Venezia. Nella Coppa Italia la Ternana disputa il quinto girone del turno preliminare, che è stato vinto dal Torino.

## Divise e sponsor
Il fornitore ufficiale di materiale tecnico per la stagione 2000-2001 fu Erreà, mentre lo sponsor di maglia fu ON Banca.
| Casa | Trasferta | Terza divisa |

## Organigramma societario
Area direttiva
- Presidente: Luigi Agarini
- Direttore generale: Paolo Borea

Area tecnica
- Allenatore: Andrea Agostinelli
- Allenatore in seconda e preparatore dei portieri: Giorgio Rocca

## Rosa

Corrado Grabbi, alla sua seconda e ultima esperienza a Terni, è il trascinatore stagionale dei rossoverdi con 21 reti totali.

| N. |                    | Ruolo | Calciatore          |
| -- | ------------------ | ----- | ------------------- |
| 1  | Italia (bandiera)  | P     | Daniele Balli       |
| 3  | Italia (bandiera)  | D     | Stefano Lucchini    |
| 4  | Italia (bandiera)  | D     | Marino D'Aloisio    |
| 5  | Italia (bandiera)  | C     | Riccardo Gissi      |
| 6  | Italia (bandiera)  | D     | Roberto Ripa        |
| 7  | Italia (bandiera)  | D     | Dario Baccin        |
| 7  | Italia (bandiera)  | C     | Marco Schenardi     |
| 8  | Italia (bandiera)  | C     | Roberto Romualdi    |
| 9  | Italia (bandiera)  | A     | Massimo Borgobello  |
| 10 | Italia (bandiera)  | C     | Alessandro Cucciari |
| 10 | Italia (bandiera)  | C     | Marco Sgrò          |
| 10 | Italia (bandiera)  | C     | Francesco Dell'Anno |
| 11 | Italia (bandiera)  | A     | Fabrizio Miccoli    |
| 12 | Italia (bandiera)  | P     | Paolo Fabbri        |
| 13 | Italia (bandiera)  | D     | Gianluca Grava      |
| 14 | Nigeria (bandiera) | A     | Saidu Adeshina      |
| 15 | Italia (bandiera)  | D     | Alessandro Agostini |

| N. |                      | Ruolo | Calciatore           |
| -- | -------------------- | ----- | -------------------- |
| 16 | Croazia (bandiera)   | D     | Dario Smoje          |
| 17 | Italia (bandiera)    | C     | Emiliano Tarana      |
| 18 | Italia (bandiera)    | C     | Mirko Benin          |
| 19 | Italia (bandiera)    | D     | Carlo Teodorani      |
| 19 | Australia (bandiera) | C     | Nick Rizzo           |
| 20 | Italia (bandiera)    | D     | Vittorio Mero        |
| 21 | Italia (bandiera)    | A     | Corrado Grabbi       |
| 22 | Italia (bandiera)    | P     | Lorenzo Bucchi       |
| 24 | Italia (bandiera)    | D     | Cristian Servidei    |
| 25 | Italia (bandiera)    | C     | Fabrizio Fabris      |
| 27 | Australia (bandiera) | C     | Vincenzo Grella      |
| 28 | Italia (bandiera)    | A     | Mattia Graffiedi     |
| 29 | Italia (bandiera)    | C     | Angelo Carbone       |
| 29 | Italia (bandiera)    | C     | Luigi Riccio         |
| 30 | Italia (bandiera)    | D     | Riccardo Cossu       |
| 31 | Italia (bandiera)    | D     | Alessandro Cibocchi  |
| 34 | Italia (bandiera)    | P     | Gianmatteo Mareggini |

## Risultati

### Serie B

#### Girone d'andata
| Arbitro: | Preschern (Mestre) |

|                         |           |                |
| Flachi 72’ Matzuzzi 76’ | Marcatori | 79’ Borgobello |

| Arbitro: | Treossi (Forlì) |

|                   |           |  |
| Grabbi 85’ (rig.) | Marcatori |  |

| Arbitro: | Rossi (Ciampino) |

|                             |           |              |
| Ghirardello 31’, 65’, 90+2’ | Marcatori | 21’ Romualdi |

| Arbitro: | Ayroldi (Molfetta) |

|                    |           |  |
| Borgobello 9’, 21’ | Marcatori |  |

| Siena 1º ottobre 2000 5ª giornata | Siena                    | 0 – 0 | Ternana | Stadio Artemio Franchi\| Arbitro: \| Morganti (Ascoli Piceno) \| |
| Arbitro:                          | Morganti (Ascoli Piceno) |       |         |                                                                  |

| Arbitro: | Preschern (Mestre) |

|            |           |  |
| Grabbi 76’ | Marcatori |  |

| Arbitro: | Pellegrino (Barcellona Pozzo di Gotto) |

|                     |           |                |
| Ferrante 48’ (rig.) | Marcatori | 45’ Borgobello |

| Terni 29 ottobre 2000 8ª giornata | Ternana           | 0 – 0 | Salernitana | Stadio Libero Liberati\| Arbitro: \| Saccani (Mantova) \| |
| Arbitro:                          | Saccani (Mantova) |       |             |                                                           |

| Arbitro: | Preschern (Mestre) |

|                                                                |           |            |
| Rutzittu 7’ (aut.) Borgobello 12’ A. Carbone 31’ Schenardi 55’ | Marcatori | 22’ Mazzeo |

| Arbitro: | Farina (Novi Ligure) |

|                                 |           |  |
| Caccia 11’, 35’ Cristallini 33’ | Marcatori |  |

| Arbitro: | Soffritti (Ferrara) |

|                            |           |                           |
| Grabbi 5’ Benin 40’, 45+1’ | Marcatori | 13’ Bizzarri 81’ Bellotto |

| Arbitro: | Zaltron (Bassano del Grappa) |

|                             |           |                 |
| Čomakov 23’ Vecchiola 90+4’ | Marcatori | 33’, 56’ Grabbi |

| Arbitro: | Castellani (Verona) |

|                               |           |                    |
| Grabbi 11’, 66’ Schenardi 90’ | Marcatori | 79’ (rig.) Maniero |

| Arbitro: | P. Rossi (Ciampino) |

|                                     |           |                   |
| Parente 9’ M. Vieri 71’ Melli 90+4’ | Marcatori | 33’ (rig.) Grabbi |

| Arbitro: | Borriello (Mantova) |

|                                                 |           |  |
| Grabbi 29’ (rig.) Borgobello 34’ Adeshina 90+2’ | Marcatori |  |

| Cosenza 17 dicembre 2000 16ª giornata | Cosenza                     | 0 – 0 | Ternana | Stadio San Vito\| Arbitro: \| Serena (Bassano del Grappa) \| |
| Arbitro:                              | Serena (Bassano del Grappa) |       |         |                                                              |

| Arbitro: | Fausti (Milano) |

|                    |           |              |
| Murgita 85’ (rig.) | Marcatori | 83’ Lucchini |

| Arbitro: | Trentalange (Torino) |

|          |           |  |
| Ripa 81’ | Marcatori |  |

| Arbitro: | Racalbuto (Gallarate) |

|  |           |                                |
|  | Marcatori | 40’ (rig.) Dell'Anno 57’ Benin |

#### Girone di ritorno
| Arbitro: | Tombolini (Ancona) |

|            |           |              |
| Grabbi 31’ | Marcatori | 25’ Marcolin |

| Arbitro: | Ayroldi (Molfetta) |

|                                 |           |                     |
| Corini 33’ (rig.) Corradi 90+2’ | Marcatori | 45+1’ (rig.) Grabbi |

| Arbitro: | Fausti (Milano) |

|                                           |           |              |
| Fabris 24’ Borgobello 30’ Grabbi 58’, 65’ | Marcatori | 8’ Ferrarese |

| Empoli 19 febbraio 2001 23ª giornata | Empoli              | 0 – 0 | Ternana | Stadio Carlo Castellani\| Arbitro: \| Castellani (Verona) \| |
| Arbitro:                             | Castellani (Verona) |       |         |                                                              |

| Arbitro: | Cassarà (Palermo) |

|                                         |           |  |
| Mero 19’, 83’ Grabbi 58’ Borgobello 85’ | Marcatori |  |

| Arbitro: | Rodomonti (Teramo) |

|                           |           |                       |
| Francioso 32’, 59’ (rig.) | Marcatori | 16’ Grabbi 44’ Riccio |

| Arbitro: | Farina (Novi Ligure) |

|  |           |             |
|  | Marcatori | 45’ Maspero |

| Salerno 18 marzo 2001 27ª giornata | Salernitana       | 0 – 0 | Ternana | Stadio Arechi\| Arbitro: \| Cassarà (Palermo) \| |
| Arbitro:                           | Cassarà (Palermo) |       |         |                                                  |

| Arbitro: | De Santis (Tivoli) |

|                 |           |           |
| Aliyu Datti 48’ | Marcatori | 63’ Benin |

| Arbitro: | De Santis (Tivoli) |

|  |           |             |
|  | Marcatori | 42’ Statuto |

| Arbitro: | Nucini (Bergamo) |

|                           |           |                              |
| Bianchini 62’ Perrone 76’ | Marcatori | 13’, 66’ Ripa 86’ Borgobello |

| Arbitro: | Rossi (Ciampino) |

|                                                   |           |  |
| Borgobello 44’ Grabbi 45’, 47’ (rig.) Miccoli 85’ | Marcatori |  |

| Arbitro: | De Santis (Tivoli) |

|                           |           |            |
| Maniero 23’ Di Napoli 70’ | Marcatori | 79’ Grabbi |

| Arbitro: | Trefoloni (Siena) |

|                                         |           |                           |
| Benin 44’ Grabbi 57’ (rig.) Miccoli 79’ | Marcatori | 12’ S. Russo 85’ De Palma |

| Arbitro: | Soffritti (Ferrara) |

|             |           |                       |
| Giacobbo 7’ | Marcatori | 63’, 73’, 90’ Miccoli |

| Arbitro: | Gabriele (Frosinone) |

|               |           |             |
| Miccoli 45+1’ | Marcatori | 70’ Savoldi |

| Arbitro: | Cassarà (Palermo) |

|                                     |           |           |
| Miccoli 46’ Grabbi 61’ Adeshina 82’ | Marcatori | 30’ Pizzi |

| Arbitro: | Preschern (Mestre) |

|           |           |              |
| Suazo 40’ | Marcatori | 75’ Adeshina |

| Terni 10 giugno 2001 38ª giornata | Ternana              | 0 – 0 | Crotone | Stadio Libero Liberati\| Arbitro: \| Gabriele (Frosinone) \| |
| Arbitro:                          | Gabriele (Frosinone) |       |         |                                                              |

### Coppa Italia

#### Primo turno
| Arbitro: | Zaltron (Bassano del Grappa) |

|                  |           |               |
| Balli 36’ (aut.) | Marcatori | 49’ Teodorani |

| Arbitro: | Morganti (Ascoli Piceno) |

|          |           |  |
| Ripa 59’ | Marcatori |  |

| Arbitro: | Serena (Bassano del Grappa) |

|                                     |           |                                  |
| Schwoch 21’ (rig.), 53’, 62’ (rig.) | Marcatori | 10’ Ripa 50’ Grabbi 75’ Adeshina |

## Statistiche

### Statistiche di squadra
| Competizione | Punti | In casa | In casa | In casa | In casa | In casa | In casa | In trasferta | In trasferta | In trasferta | In trasferta | In trasferta | In trasferta | Totale | Totale | Totale | Totale | Totale | Totale | DR  |
| Competizione | Punti | G       | V       | N       | P       | Gf      | Gs      | G            | V            | N            | P            | Gf           | Gs           | G      | V      | N      | P      | Gf     | Gs     | DR  |
| ------------ | ----- | ------- | ------- | ------- | ------- | ------- | ------- | ------------ | ------------ | ------------ | ------------ | ------------ | ------------ | ------ | ------ | ------ | ------ | ------ | ------ | --- |
| Serie B      | 62    | 19      | 13      | 4       | 2       | 38      | 12      | 19           | 3            | 10           | 6            | 21           | 26           | 38     | 16     | 14     | 8      | 59     | 38     | +21 |
| Coppa Italia |       | 1       | 1       | 0       | 0       | 1       | 0       | 2            | 0            | 2            | 0            | 4            | 4            | 3      | 1      | 2      | 0      | 5      | 4      | +1  |
| Totale       | -     | 20      | 14      | 4       | 2       | 39      | 12      | 21           | 3            | 12           | 6            | 25           | 30           | 41     | 17     | 16     | 8      | 64     | 42     | +22 |

### Statistiche dei giocatori[7]
| Giocatore     | Serie B  | Serie B | Serie B     | Serie B    | Coppa Italia | Coppa Italia | Coppa Italia | Coppa Italia | Totale   | Totale | Totale      | Totale     |
| Giocatore     | Presenze | Reti    | Ammonizioni | Espulsioni | Presenze     | Reti         | Ammonizioni  | Espulsioni   | Presenze | Reti   | Ammonizioni | Espulsioni |
| ------------- | -------- | ------- | ----------- | ---------- | ------------ | ------------ | ------------ | ------------ | -------- | ------ | ----------- | ---------- |
| S. Adeshina   | 24       | 3       | ?           | ?          | 1            | 1            | ?            | ?            | 25       | 4      | ?           | ?          |
| A. Agostini   | 34       | 0       | ?           | ?          | 1            | 0            | ?            | ?            | 35       | 0      | ?           | ?          |
| D. Baccin     | 1        | 0       | ?           | ?          | 1            | 0            | ?            | ?            | 2        | 0      | ?           | ?          |
| D. Balli      | 26       | -26     | ?           | ?          | 2            | -1           | ?            | ?            | 28       | -27    | ?           | ?          |
| M. Benin      | 29       | 5       | ?           | ?          | 3            | 0            | ?            | ?            | 32       | 5      | ?           | ?          |
| M. Borgobello | 34       | 10      | ?           | ?          | 3            | 0            | ?            | ?            | 37       | 10     | ?           | ?          |
| A. Carbone    | 8        | 1       | ?           | ?          | 3            | 0            | ?            | ?            | 11       | 1      | ?           | ?          |
| A. Cucciari   | 3        | 0       | ?           | ?          | 3            | 0            | ?            | ?            | 6        | 0      | ?           | ?          |
| M. D'Aloisio  | 19       | 0       | ?           | ?          | -            | -            | -            | -            | 19       | 0      | 0+          | 0+         |
| F. Dell'Anno  | 16       | 1       | ?           | ?          | -            | -            | -            | -            | 16       | 1      | 0+          | 0+         |
| P. Fabbri     | 3        | 0       | ?           | ?          | 1            | -3           | ?            | ?            | 4        | -3     | ?           | ?          |
| F. Fabris     | 34       | 1       | ?           | ?          | 3            | 0            | ?            | ?            | 37       | 1      | ?           | ?          |
| R. Gissi      | 8        | 0       | ?           | ?          | -            | -            | -            | -            | 8        | 0      | 0+          | 0+         |
| C. Grabbi     | 34       | 20      | ?           | ?          | 3            | 1            | ?            | ?            | 37       | 21     | ?           | ?          |
| G. Grava      | 32       | 0       | ?           | ?          | 2            | 0            | ?            | ?            | 34       | 0      | ?           | ?          |
| V. Grella     | 18       | 0       | ?           | ?          | 1            | 0            | ?            | ?            | 19       | 0      | ?           | ?          |
| S. Lucchini   | 17       | 1       | ?           | ?          | -            | -            | -            | -            | 17       | 1      | 0+          | 0+         |
| G. Mareggini  | 11       | -12     | ?           | ?          | -            | -            | -            | -            | 11       | -12    | 0+          | 0+         |
| V. Mero       | 19       | 2       | ?           | ?          | -            | -            | -            | -            | 19       | 2      | 0+          | 0+         |
| F. Miccoli    | 23       | 7       | ?           | ?          | 2            | 0            | ?            | ?            | 25       | 7      | ?           | ?          |
| L. Riccio     | 20       | 1       | ?           | ?          | -            | -            | -            | -            | 20       | 1      | 0+          | 0+         |
| R. Ripa       | 36       | 3       | ?           | ?          | 3            | 2            | ?            | ?            | 39       | 5      | ?           | ?          |
| R. Romualdi   | 11       | 1       | ?           | ?          | 2            | 0            | ?            | ?            | 13       | 1      | ?           | ?          |
| M. Schenardi  | 31       | 3       | ?           | ?          | -            | -            | -            | -            | 31       | 3      | 0+          | 0+         |
| C. Servidei   | 1        | 0       | ?           | ?          | -            | -            | -            | -            | 1        | 0      | 0+          | 0+         |
| M. Sgrò       | 9        | 0       | ?           | ?          | -            | -            | -            | -            | 9        | 0      | 0+          | 0+         |
| D. Smoje      | 3        | 0       | ?           | ?          | 3            | 0            | ?            | ?            | 6        | 0      | ?           | ?          |
| E. Tarana     | 7        | 0       | ?           | ?          | 3            | 0            | ?            | ?            | 10       | 0      | ?           | ?          |
| C. Teodorani  | 6        | 0       | ?           | ?          | 2            | 1            | ?            | ?            | 8        | 1      | ?           | ?          |